# Amministrazione centrale tibetana

Bandiera del Tibet, utilizzata dal governo tibetano in esilio.

L'Amministrazione centrale tibetana (Central Tibet Administration - CTA), noto anche come Governo tibetano in esilio, rappresenta il tradizionale governo del Tibet, i cui componenti sono fuggiti in esilio in India nel marzo del 1959 insieme al Dalai Lama dopo la rivolta di Lhasa contro l'esercito cinese. Il governo tibetano è stato dichiarato illegale da parte della Repubblica Popolare Cinese il 28 marzo 1959, ma contemporaneamente il Dalai Lama formava un governo provvisorio presso il villaggio Lhuntse Dzong, pochi giorni prima di varcare il confine indiano.
Il 29 aprile dello stesso anno il Governo tibetano in esilio si è insediato nella località indiana di Masūrī (Mussoorie). Il trasferimento definitivo a Dharamsala, ove opera tutt'oggi, è avvenuto nel maggio del 1960.
Il Governo tibetano in esilio ha principalmente le funzioni di sostenere gli esuli in arrivo dal Tibet, amministrare i campi profughi e gli insediamenti permanenti, preservare la cultura tibetana e promuovere l'istruzione dei profughi.
La fonte primaria del diritto è costituita dalla Carta dei Tibetani in esilio (Charter of the Tibetans in Exile), un documento adottato nel 1991 dall'Assemblea dei Deputati. Si basa sulla Dichiarazione Universale dei Diritti dell'Uomo e sul principio della separazione dei poteri.

## Organi
L'attuale struttura dell'Amministrazione centrale tibetana è frutto di un processo di democratizzazione iniziato già nei primi anni dell'esilio.
- L'Assemblea dei Deputati del popolo tibetano (Bhoe mimang chetui lhenkhang) è l'organo legislativo, istituito nel 1960. È composto da 46 membri eletti a suffragio universale diretto fra i tibetani in esilio. L'assemblea si riunisce in sessione ordinaria due volte l'anno durante i cinque che costituiscono la legislatura.
- Il Kashag è l'organo esecutivo composto da quattro ministri, i Kalon, capeggiati dal Kalon Tripa, il Primo ministro. Dal mese di agosto 2011 il Kalon Tripa è Lobsang Sangay, giurista e ricercatore dell'Università di Harvard, vincitore delle elezioni del 20 marzo dello stesso anno. Il suo predecessore è Lobsang Tenzin, V Samdhong Rinpoche, e riverito Tulku.

Nell'esecutivo sono attivi i sette ministeri (Lhenkhang) elencati di seguito.
| Ministero Lhenkhang                     | Ministro Kalon    |
| --------------------------------------- | ----------------- |
| Interno                                 | Lobsang Nyima     |
| Educazione                              | Thupten Lungrig   |
| Finanze                                 | Lobsang Nyandak   |
| Sicurezza                               | Samdhong Rinpoche |
| Informazione e Relazioni internazionali | Samdhong Rinpoche |
| Salute                                  | Lobsang Nyandak   |
| Religione e Cultura                     | Thupten Lungrig   |

- La Suprema Commissione di Giustizia tibetana è l'organo giudiziario preposto a risolvere le controversie fra tibetani in esilio. Non tratta casi di contravvenzione alle leggi né casi di criminalità, perché di competenza delle magistrature dei paesi ospitanti.
- Il Consiglio di pianificazione pianifica le attività produttive degli stanziamenti.
- L'Ufficio dei centri di accoglimento gestisce i centri di prima accoglienza per i rifugiati.

I ministeri ed altre Istituzioni gestiscono inoltre alcuni Istituti:
- da parte del Ministero della Religione e della Cultura: Tibetan Institute of Performing Arts (TIPA), Central Institute of Higher Tibetan Studies - Varanasi, Library of Tibetan Works and Archives (LTWA), Tibet House - New Delhi.
- da parte del Ministero delle Finanze: His Holiness The Dalai Lama's Charitable Trust, Tibetan Administration's Welfare Society (TAWS).
- da parte del Ministero dell'Educazione: Tibetan Children's Village (TCV), Tibetan Homes Foundation (THF), Cultural Printing Press.
- da parte del Ministero della Salute: Tibetan Medical and Astro Institute (TMAI), Delek Hospital e altri ospedali.
- da parte del Consiglio di Pianificazione: Handicraft Development Board (HDB), Tibetan Computer Resource Center (TCRC).